# Lacul Cartal
Limanul Cartal (în rusă Картал, în ucraineană Картал, pe hărțile mai vechi Uliu) este un liman fluviatil natural cu apă dulce, situat în lunca formată pe cursul inferior al Dunării, în Bugeac, în Basarabia. Din punct de vedere administrativ se află pe teritoriul Raionului Ismail, la est de limanul Cahul). Limanul Cartal este înscris pe lista zonelor umede de importanță internațională a Convenției de la Ramsar (1971), cu o suprafață protejată de 5 km².
Suprafața limanului este de aproximativ 15 km², bazinul său fiind de formă ovală. Lungimea limanului este de 5 km, în timp ce lățimea sa atinge un maxim de 3 km. Adâncimea medie a limanului este de 1 m, cea maximă fiind de 2,4 m. Temperatura la suprafață a apei poate atinge vara un maxim de 26°C. În sezonul de iarnă, apa îngheață la suprafață.  

## Geografia
Principala sursă de apă a limanului este canalul care face legătura cu Dunărea și care alimentează lacul când Dunărea se revarsă. În primăvară și toamnă, ploile și topirea zăpezilor produc o creștere a suprafeței limanului. Printr-un dig circular, malul a fost înălțat pentru a asigura reținerea unei cantități suficiente de apă pentru irigație.
Bazinul limanului are o formă ovală. Malurile sunt joase, mlăștinoase și acoperite cu stuf. Fundul adânc al limanului este format din aluviuni (loess), iar fundul mai puțin adânc și malurile sunt nisipoase. 
În partea de sud, limanul Cartal este legat de Dunăre printr-un canal, și de limanele Cahul și Covurlui prin niște gârle prin care trec peștii. În trecut, limanul Cartal a fost un rezervor unde erau colectate apele Dunării când acestea depășeau cotele de inundații.

## Flora și fauna
Aflat în lunca Dunării, în apropiere de Delta Dunării, limanul Cartal dispune de o bogată vegetație acvatică. La suprafață este acoperit cu stuf, trestie, papură de baltă și nuferi, iar la adâncime sunt alge și alte plante acvatice. Pe maluri, își fac cuiburi păsările migratoare. 
Principala specie de pește care populează apele limanului este specia Cyprinidelor (crapul argintiu, crapul amur etc.). Pescuitul a periclitat din cauza supraexploatării, dar a fost înlocuit prin acvacultură cu caracter industrial, în jurul lacului existând ferme piscicole. 
În prezent, sunt luate măsuri pentru a proteja resursele naturale ale lacului, inclusiv prin introducerea de perioade de prohibiție (în care pescuitul este interzis).